# أليسيا بويل
أليسيا بويل (بالإنجليزية: Alicia Boyle)‏ هي رسامة أيرلندية، ولدت في 1908، وتوفيت في 1997 في دبلن في جمهورية أيرلندا.